# William Armine (2e baronnet)
William Armine, 2e baronnet (14 juillet 1622 - 2 janvier 1658), est un homme politique anglais qui siège à la Chambre des communes de 1646 à 1653.

## Biographie
Il est né à Ruckholt, fils de William Airmine (en) (1er baronnet) et de sa première épouse, Elizabeth Hicks, fille de Michael Hicks, de Beverstone Castle, Gloucestershire, et de Ruckholt, à Low Leyton, Essex. Il est admis à Gray's Inn le 18 novembre 1639. Il est commissaire du Parlement pour les Écossais en 1643. En mars 1646, il est élu député de Cumberland en tant au Long Parlement. Il succède à son père comme baronnet le 10 avril 1651.

## Famille
Il épouse Anne Crane, fille de Robert Crane (1er baronnet) de Chilton (dans le Suffolk) et de sa deuxième épouse Susan Alington, à Chilton le 26 août 1649. Ils ont deux filles survivantes, Susan et Anne. Lady Armine se remarie avec John Belasyse (1er baron Belasyse), et est décédée en 1662.
- Susan épouse le fils unique de Lord Belasyse, Henry Belasyse (décédé en 1667) de sa première épouse, Jane Boteler : son mari est décédé avant son père, laissant un fils, Henry, 2e baron. En 1674, Susan est créée à part entière, baronne Belasyse d’Osgodby. Elle se remarie avec James Fortrey de Fortreys Hall, dans le Cambridgeshire, qui lui survit. Comme son fils est mort sans héritier, son titre s'éteint en 1713[1]. Elle est décrite comme une femme de beaucoup de vie et de vivacité, mais très peu de beauté. Le futur Jacques II d'Angleterre lui est fiancé après la mort de sa première femme[2] mais son frère Charles II d'Angleterre interdit le mariage, au motif que Jacques a déjà endommagé la monarchie en épousant une épouse non royale, Anne Hyde : « C'était trop qu'il ait joué le fou une fois, et ça ne devait pas être fait une seconde fois[2]. »
- Anne épouse Thomas Wodehouse, dont elle a au moins deux enfants, dont John Wodehouse (4e baronnet). Elle se remarie à Thomas Crew (2e baron Crew), dont elle a quatre filles. Elle épouse en troisièmes noces Arthur Herbert (1er comte de Torrington). Elle est morte en 1719.

Il meurt à Londres à l'âge de 36 ans et est enterré le 17 janvier 1658 à Lenton, dans le Lincolnshire. Il n'a pas de fils et le titre de baronnet passe à son frère Michael.